# Village (Micoud)
Village es una localidad de Santa Lucía que forma parte del distrito de Micoud.